# カロライナコガラ
カロライナコガラ（学名：Parus carolinensis）は、スズメ目シジュウカラ科に分類される鳥類の一種。

## 分布
アメリカ合衆国